# Kim Byung-ji
Kim Byung-ji (ur. 8 kwietnia 1970 w Miryang) – południowokoreański piłkarz występujący na pozycji bramkarza. Uczestnik Mistrzostw Świata 1998 i 2002.

## Kariera klubowa
Wychowanek Ulsan Hyundai Horang-i, w którym występował od 1992 do 2000 roku, zdobywając mistrzostwo Korei Południowej 1996. W klubie tym rozegrał 223 mecze i strzelił 3 gole. Kolejną drużyną w karierze Kima było Pohang Steelers, w barwach którego grał od 2001 do 2005 roku. Sezon później bramkarz przeszedł do FC Seoul, gdzie występuje do dziś.
| Sezon | Klub                   | Kraj             | Rozgrywki          | Mecze | Bramki |
| ----- | ---------------------- | ---------------- | ------------------ | ----- | ------ |
| 1992  | Ulsan Hyundai Horang-i | Korea Południowa | K-League           | 10    | 0      |
| 1993  | Ulsan Hyundai Horang-i | Korea Południowa | K-League           | 25    | 0      |
| 1994  | Ulsan Hyundai Horang-i | Korea Południowa | K-League           | 27    | 0      |
| 1995  | Ulsan Hyundai Horang-i | Korea Południowa | K-League           | 35    | 0      |
| 1996  | Ulsan Hyundai Horang-i | Korea Południowa | K-League           | 30    | 0      |
| 1997  | Ulsan Hyundai Horang-i | Korea Południowa | K-League           | 20    | 0      |
| 1998  | Ulsan Hyundai Horang-i | Korea Południowa | K-League           | 25    | 1      |
| 1999  | Ulsan Hyundai Horang-i | Korea Południowa | K-League           | 20    | 0      |
| 2000  | Ulsan Hyundai Horang-i | Korea Południowa | K-League           | 31    | 2      |
| 2001  | Pohang Steelers        | Korea Południowa | K-League           | 25    | 0      |
| 2002  | Pohang Steelers        | Korea Południowa | K-League           | 21    | 0      |
| 2003  | Pohang Steelers        | Korea Południowa | K-League           | 43    | 0      |
| 2004  | Pohang Steelers        | Korea Południowa | K-League           | 24    | 0      |
| 2005  | Pohang Steelers        | Korea Południowa | K-League           | 24    | 0      |
| 2006  | FC Seoul               | Korea Południowa | K-League           | 26    | 0      |
| 2007  | FC Seoul               | Korea Południowa | K-League           | 26    | 0      |
| 2008  | FC Seoul               | Korea Południowa | K-League           | 0     | 0      |
|       |                        |                  | Łącznie w K-League | 412   | 3      |

## Kariera reprezentacyjna
Kim rozegrał w reprezentacji Korei Południowej 61 razy. Uczestniczył w Mistrzostwach Świata 1998, gdzie zagrał wszystkie trzy mecze, a także na Mundialu 2002 - tam jednak był tylko rezerwowym. Występował także w Pucharze Azji 1996, a także w Złotym Pucharze CONCACAF 2000 i 2002.